# Décès en janvier 1945
Décès
- 1941
- 1942
- 1943
- 1944
- 1945
- 1946
- 1947
- 1948
- 1949

Pour une information complémentaire, voir la page d'aide.

| Date       | Nom           | Pays                 | Activités                                                                 | Âge | Source |
| ---------- | ------------- | -------------------- | ------------------------------------------------------------------------- | --- | ------ |
| 25 janvier | René Carmille | Drapeau de la France | Polytechnicien français et créateur du Service national des statistiques. | 59  |        |